# Richard Lewinsohn
Richard Lewinsohn, né le 23 septembre 1894 à Graudenz et décédé le 9 avril 1968 à Madrid, était un essayiste et journaliste économique allemand. Il écrivait sous le pseudonyme de Thomas Morus et Campanella.

## Biographie
De 1923 à 1925 Lewinsohn fut journaliste politique à Berlin pour le Vossischen Zeitung. De 1925 à 1931 il s'occupe de la rubrique économique. De 1921 à 1931 il écrit sous le pseudonyme de Morus près de 400 articles de politique économique pour le journal berlinois Die Weltbühne.

## Publications
- Sozialismus und Bevölkerungspolitik, Berlin 1923
- Jüdische Weltfinanz?, Berlin/Hamburg 1925
- Die Umschichtung der europäischen Vermögen, Berlin 1925
- Histoire de l'inflation : le déplacement de la richesse en Europe, Payot, 1926
- Wie sie groß und reich wurden, Berlin 1927
- À la conquête de la richesse : John D. Rockefeller, les Rothschild, Alfred Nobel, John Pierpont Morgan, les Krupp, Thomas Alva Edison, Henry Ford, Lord Leverhulme, Aristide Boucicaut", Payot, 1928
- Der Mann im Dunkel : die Lebensgeschichte Sir Basil Zaharoffs des "mysteriösen Europäers", Berlin 1929
- Zaharoff. L'Européen mystérieux avec une lettre de M. Skouloudis, ancien président du Conseil et ancien ministre des affaires étrangères du royaume de Grèce, Payot, 1929
- Das Geld in der Politik, Berlin 1930
- L'Argent dans la politique, Gallimard, 1931
- Die Welt aus den Fugen, Dresden 1932
- Sinn und Unsinn der Börse, Berlin 1933
- La Bourse: les diverses formes de la spéculation dans les grandes bourses mondiales, Payot, 1933
- Geschichte der Krise, Leipzig/Wien 1934
- Histoire de la crise 1929-1934, Payot, 1934
- Les Profits de guerre à travers les siècles, Payot, 1935
- Barnato, roi de l'or , Payot, 1937
- La guerre sans mystère , New-York, Éditions de la Maison française, 1941
- Trusts et cartels dans l'économie mondiale, T. Génin, 1950
- Eine Geschichte der Tiere, Hamburg 1952
- Barnato – Herr über Diamanten und Gold, Gütersloh 1955
- Der ewige Zeus, Hamburg 1955
- Die Grossen der Weltwirtschaft, Berlin 1955
- Eine Weltgeschichte der Sexualität, Hamburg 1956
- Histoire de la vie sexuelle .traduction de Léon Lamorlette, Payot, 1957
- Histoire des animaux, leur influence sur la civilisation humaine, Plon, 1957
- Die Enthüllung der Zukunft, Hamburg 1958
- Eine Weltgeschichte des Herzens, Hamburg 1959
- La Révélation de l'avenir, de Babylone à Wall Street, traduction par Olga Obry, Gallimard, 1960
- Histoire entière du cœur : érotisme, symbolisme, chirurgie, physiologie, psychologie, Plon, 1962
- Der Wunderdoktor aus Mauritius oder Die Kunst der Verjüngung, München, 1963
- Marx, Märkte und Mars, Zürich, 1964
- Marx, Mercure et Mars: l'Asie, aujourd'hui et demain, Gallimard, 1965
- Skandale, die die Welt bewegten, Berlin, 1967
- Ein Maulkorb für Kant, Manuskript, 1968